# Didier de Rennes
Pour les articles homonymes, voir Saint-Dizier (homonymie) et Saint Didier (homonymie).
Didier de Rennes (ou saint Dizier) est un prélat du VIIe siècle né à Rennes et mort aux alentours de Saint-Dizier-l'Évêque (dans l'actuel Territoire de Belfort, en France).

## Biographie

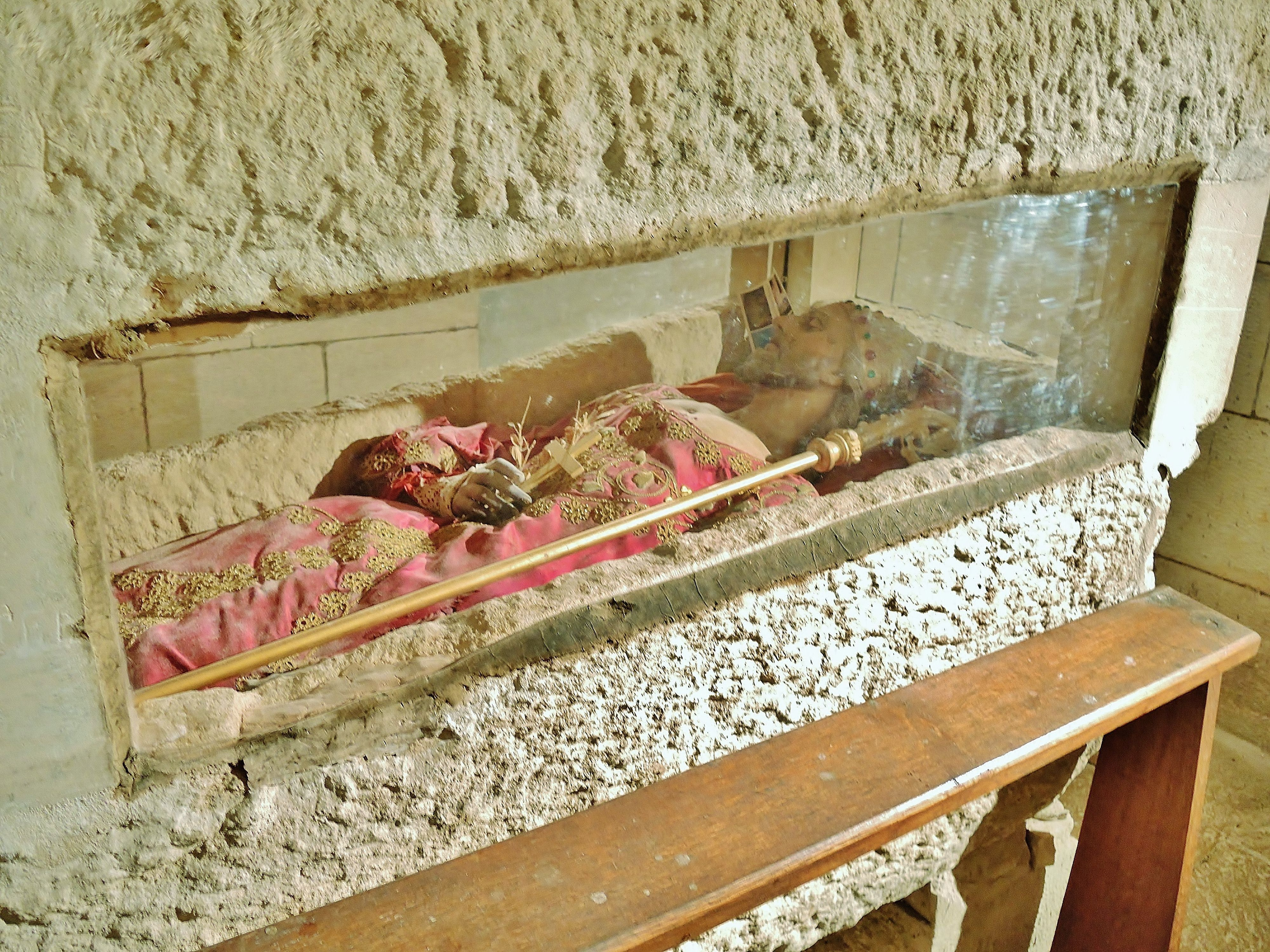
Sarcophage de saint Dizier, église Saint-Dizier de Saint-Dizier-l'Évêque.

Didier naît à Rennes au VIIe siècle, ville où il étudie les Saintes Écritures et devient évêque. Il part ensuite en pèlerinage à Rome avec deux compagnons de voyage, saint Regenfroid, diacre, et Willibert. Sur le chemin du retour, il passe par l'Alémanie et continue ensuite au sud des Vosges, aux environs de l'actuel Saint-Dizier-l'Évêque en 672 ou 673, où la communauté chrétienne locale l'accueille dans un oratoire.
Après avoir prêché auprès de la population, il se remet en route mais peu de temps après son départ, des brigands l'attaquent avec ses acolytes près de l'actuel village de Croix, attirés par les quelques richesses (vêtements, objets de culte, vases...) dont il disposait. L'évêque et le diacre succombent. Saint Didier est alors inhumé dans l'oratoire où il devient l'objet d'un culte, attesté en 727 par une charte de l'abbaye de Murbach. Divers miracles lui sont attribués, notamment celui d'avoir pu sauver son compagnon Willibert dont le crâne fut fracassé par les voleurs.
La guérison miraculeuse de Willibert attira des pèlerins qui prirent l'habitude de l'invoquer pour toutes douleurs ou maladies relatives à la tête, des migraines aux problèmes de santé mentale, et même pour les douleurs dentaires. Son corps est visible à l'église Saint-Dizier de Saint-Dizier-l'Évêque.

## Les pieds de saint Dizier

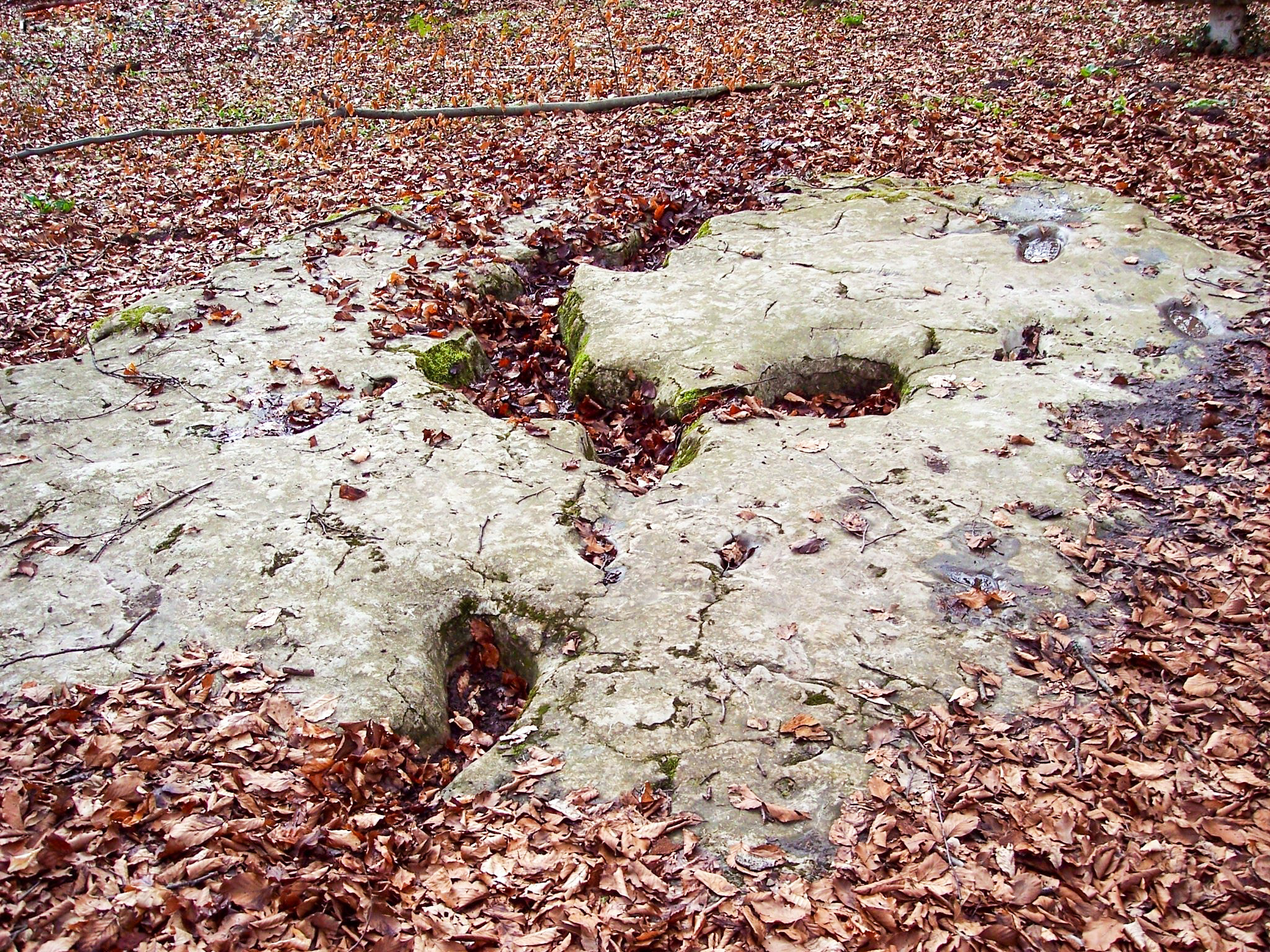
Les Pas du Diable, Villars-le-Sec, Territoire de Belfort.

Un rocher dénommé "Les pas du diable et les pieds de saint Dizier", à Villars-le-Sec, non loin de Saint-Dizier-l'Évêque, possédant des cupules creusées au Néolithique, est l'objet d'une légende locale : les trous creusés dans la pierre seraient les traces de pas d'un combat entre le diable et saint Dizier.

## Fête
Sa fête est le 18 septembre.

## Lieux honorant saint Didier
De nombreuses communes en France portent le nom de Saint-Didier dont Saint-Didier (Ille-et-Vilaine), mais beaucoup honorent en fait d'autres saints homonymes comme saint Didier, qui fut évêque de Vienne en Dauphiné entre 596 et approximativement 608 comme Saint-Didier-au-Mont-d'Or (Rhône), Saint-Didier (Vaucluse) ou encore Saint-Didier-sur-Chalaronne (Ain) ou saint Dizier, honoré par exemple à Saint-Dizier (Haute-Marne).
Saint Didier de Rennes est aussi honoré à Plouider (Finistère).